# Фінал кубка Англії з футболу 1913
Фінал кубка Англії з футболу 1913 — 42-й фінал найстарішого футбольного кубка у світі. Учасниками фіналу були «Астон Вілла» і «Сандерленд». Володарем кубкового трофею стала «Астон Вілла».

## Шлях до фіналу
| «Астон Вілла»         | «Астон Вілла» | «Астон Вілла»            | Раунд           | «Сандерленд»      | «Сандерленд» | «Сандерленд»                                                                    |
| --------------------- | ------------- | ------------------------ | --------------- | ----------------- | ------------ | ------------------------------------------------------------------------------- |
| Суперник              | Результат     | Матчі                    |                 | Суперник          | Результат    | Матчі                                                                           |
| «Дербі Каунті»        | 3—1           | 3—1 на виїзді            | Перший раунд    | «Клептон Орієнт»  | 6—0          | 6—0 вдома                                                                       |
| «Вест Гем Юнайтед»    | 5—0           | 5—0 вдома                | Другий раунд    | «Манчестер Сіті»  | 2—0          | 2—0 вдома                                                                       |
| «Крістал Пелес»       | 5—0           | 5—0 вдома                | Третій раунд    | «Свіндон Таун»    | 4—2          | 4—2 вдома                                                                       |
| «Бредфорд Парк-Авеню» | 5—0           | 5—0 на виїзді            | Четвертий раунд | «Ньюкасл Юнайтед» | 5—2          | 0—0 на виїзді, 2—2 вдома (перегравання), 3—0 на нейтральному полі(перегравання) |
| «Олдем Атлетік»       | 1—0           | 1—0 на нейтральному полі | 1/2 фіналу      | «Бернлі»          | 3—2          | 0—0 на нейтральному полі, 3—2 на нейтральному полі (перегравання)               |

## Матч
| 19 квітня 1913 |

| Астон Вілла | 1:0      | Сандерленд |
| ----------- | -------- | ---------- |
| Барбер 78'  | Протокол |            |

| Крістал Пелес, Лондон Глядачів: 121 919 Арбітр: А.Адамс |

|  |  |

|                  |  |                |  |
|                  |  |                |  |
| В                |  | Сем Гарді      |  |
| З                |  | Том Лайонс     |  |
| З                |  | Томмі Вестон   |  |
| ПЗ               |  | Томмі Барбер   |  |
| ПЗ               |  | Джиммі Гарроп  |  |
| ПЗ               |  | Джиммі Ліч     |  |
| Н                |  | Чарлі Воллейс  |  |
| Н                |  | Клем Стівенсон |  |
| Н                |  | Гаррі Гемптон  |  |
| Н                |  | Гарольд Галс   |  |
| Н                |  | Джо Бейч (к)   |  |
| Головний тренер: |  |                |  |
| Джордж Ремзі     |  |                |  |

|                  |  |                    |  |
|                  |  |                    |  |
| В                |  | Джо Батлер         |  |
| З                |  | Чарлі Гледвін      |  |
| З                |  | Гаррі Несс         |  |
| ПЗ               |  | Френсіс Каггі      |  |
| ПЗ               |  | Чарльз Томпсон (к) |  |
| ПЗ               |  | Гаррі Лоу          |  |
| Н                |  | Джекі Морду        |  |
| Н                |  | Чарлі Б'юкен       |  |
| Н                |  | Джеймс Річардсон   |  |
| Н                |  | Джордж Голлі       |  |
| Н                |  | Генрі Мартін       |  |
| Головний тренер: |  |                    |  |
| Боб Кайл         |  |                    |  |